# Fino-suecos do Vale de Torne

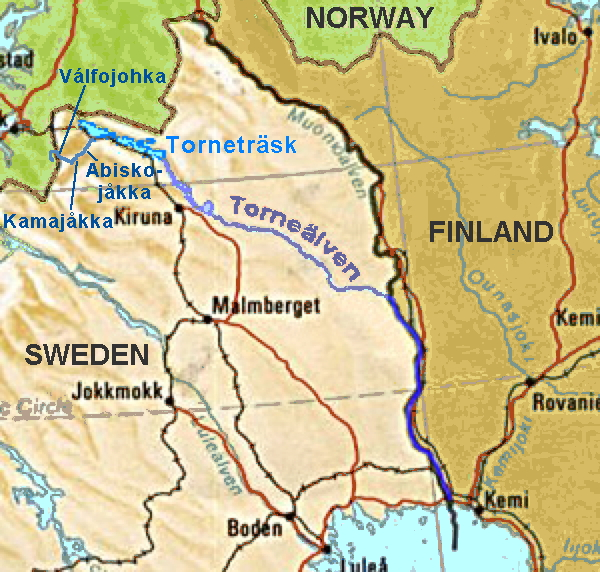
Mapa do Vale de Torne

Bandeira dos Fino-Suecos do Vale de Torne

Os fino-suecos do Vale de Torne (em sueco tornedalingar e em finlandês länsipohjalaiset) são uma minoria nacional finlandesa no Vale de Torne (Tornedalen) no norte da Suécia, junto à fronteira com a Finlândia.
Antes da separação da Finlândia e da Suécia, e do estabelecimento da atual linha de fronteira entre os dois países em 1809, o Vale de Torne e a região contígua finlandesa eram habitados por uma população que falava predominantemente finlandês e lapão.
Em 1999, a Suécia reconheceu oficialmente os Fino-Suecos do Vale de Torne como minoria nacional, tendo nessa altura o país assinado a Convenção de Proteção das Minorias  Nacionais do Conselho da Europa. Os fino-suecos do Vale de Torne falam sueco, meänkieli (uma variante local do finlandês), finlandês e alguns mesmo o lapão.

## Alguns Fino-Suecos do Vale do Torne

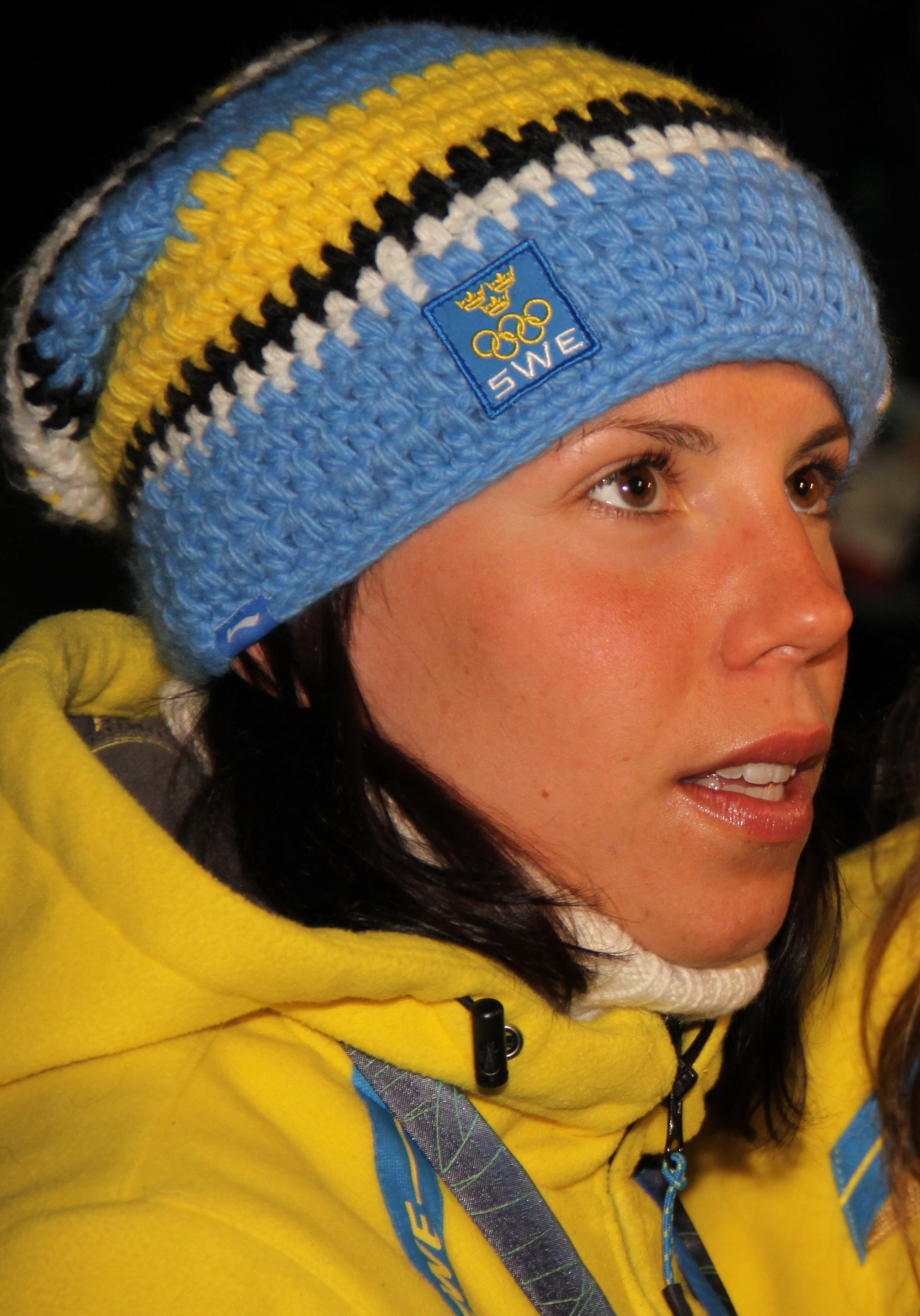
Charlotte Kalla
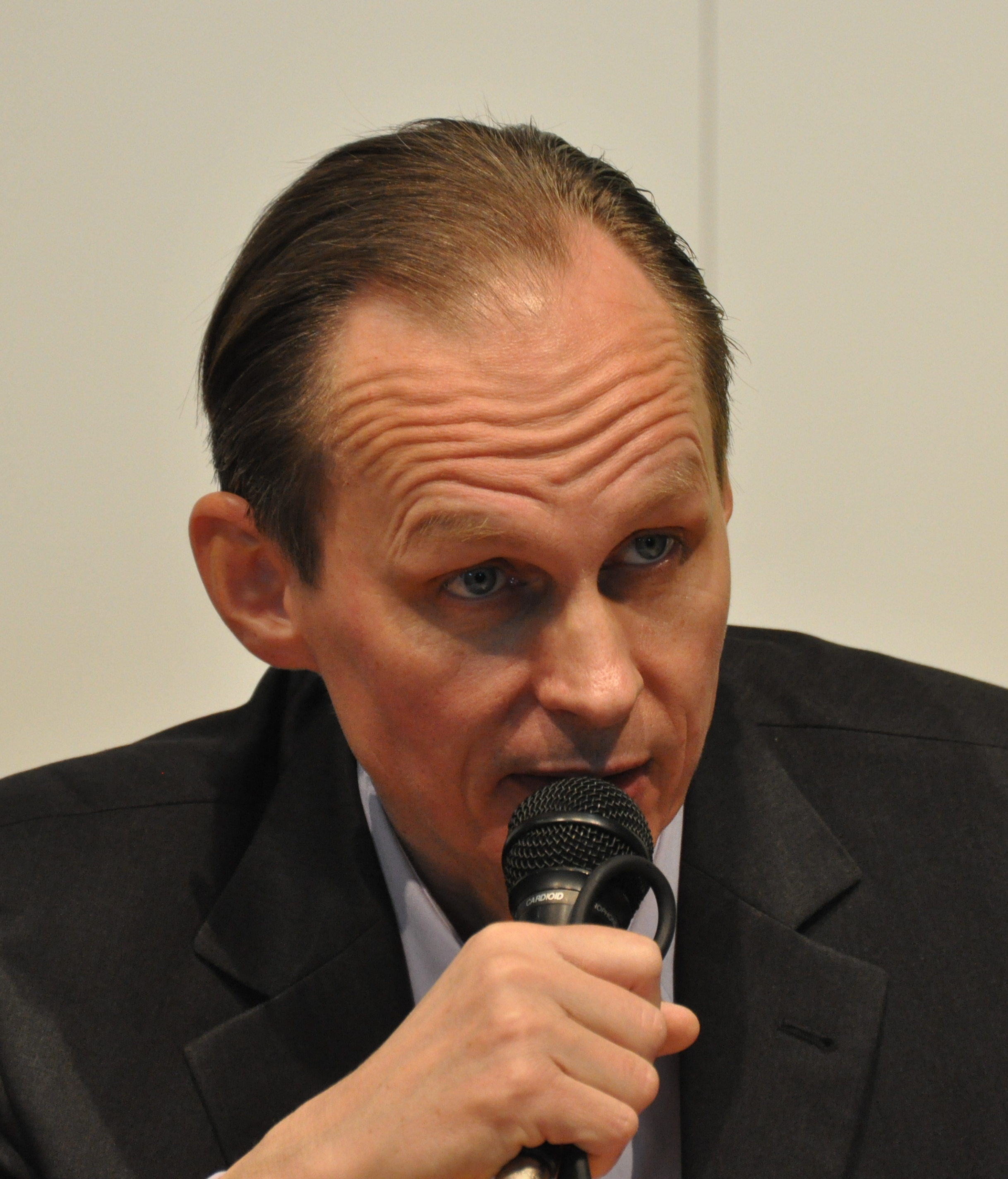
Mikael Niemi
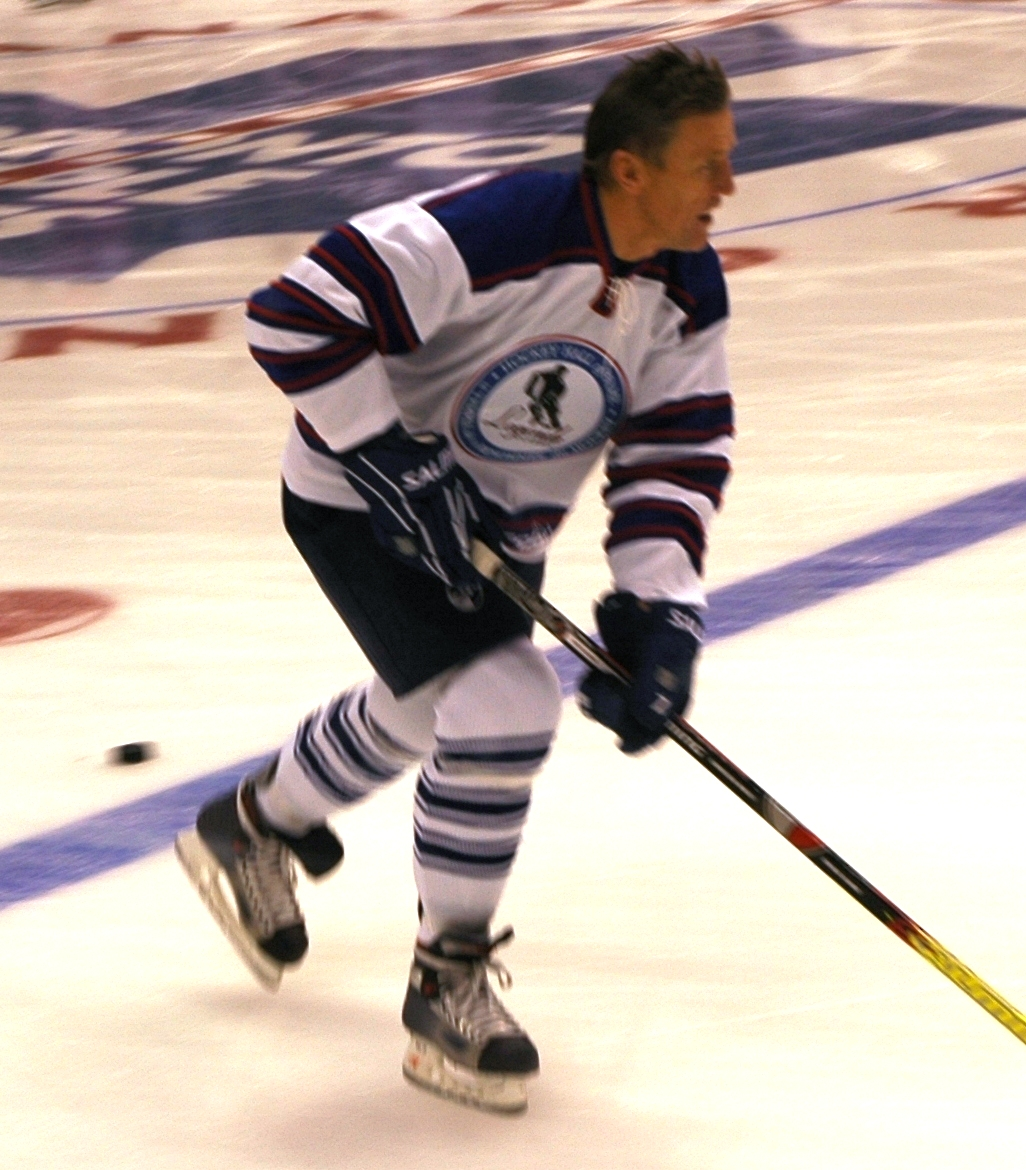
Börje Salming
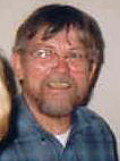
Bengt Pohjanen
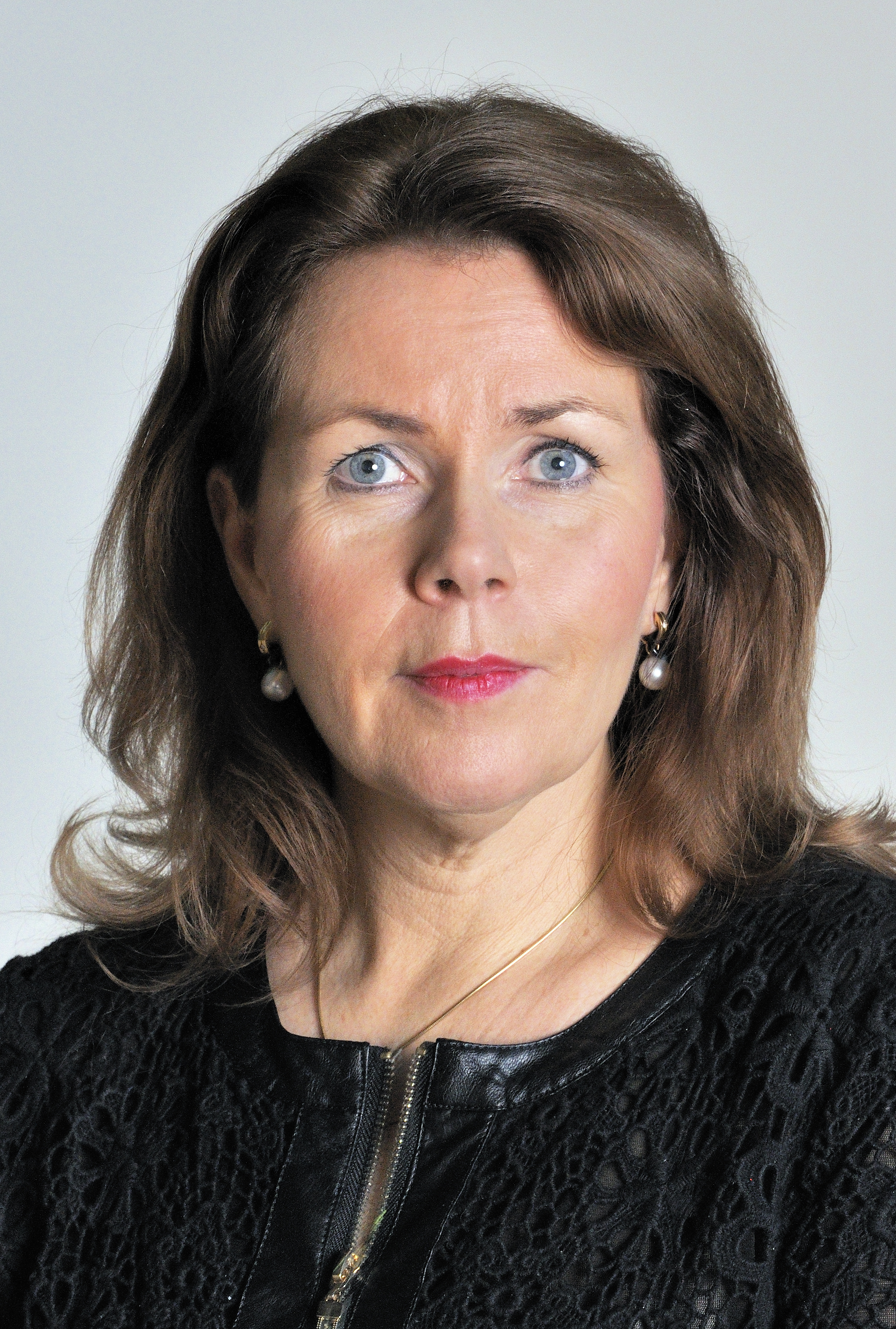
Cecilia Wikström
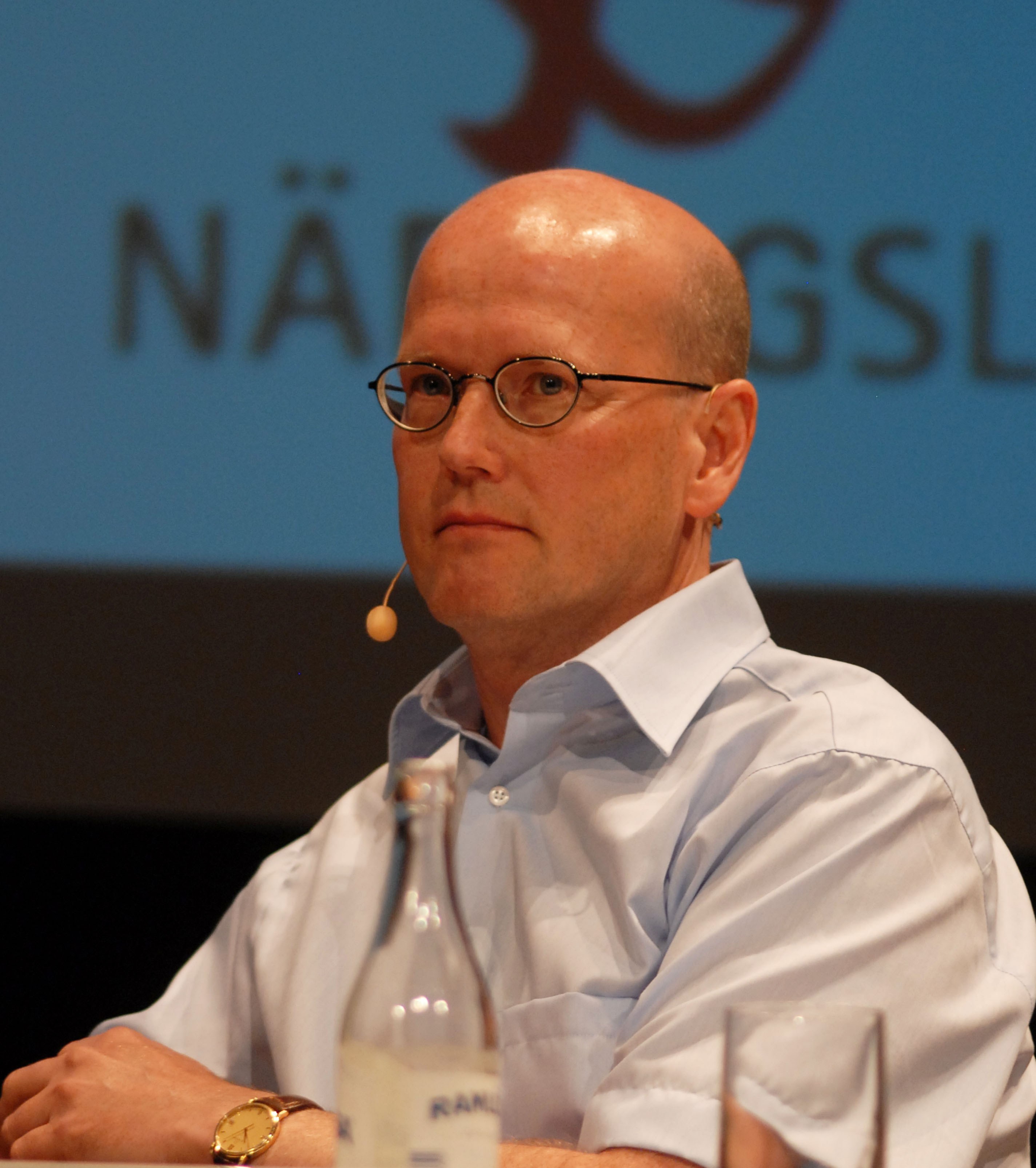
Thomas Östros

- Hasse Alatalo
- Linus Omark
- Johan Harju
- Gerda Antti
- Hilja Byström
- Elisabeth Dahlin
- Markus Fagervall
- Peter Hanneberg
- Olof Hederyd
- Pär Hulkoff
- Sami Jauhojärvi
- Lars Isovaara
- Charlotte Kalla
- Antti Keksi
- Walter Korpi
- Markus Krunegård
- Erik ”Kiruna-Lasse” Larsson
- Åsa Larsson
- Ragnar Lassinantti
- Tyra Helena Lindström
- Christina Lugnet
- Östen Mäkitalo
- Mikael Niemi
- Stefan Nilsson
- Bengt Pohjanen
- Börje Salming
- Johan Tornberg
- Birgitta de Vylder-Bellander
- Barbro Wickman-Parak
- Cecilia Wikström
- Thomas Östros